# Endromopoda rubescens
Endromopoda rubescens là một loài tò vò trong họ Ichneumonidae.